# Linia Izjumska

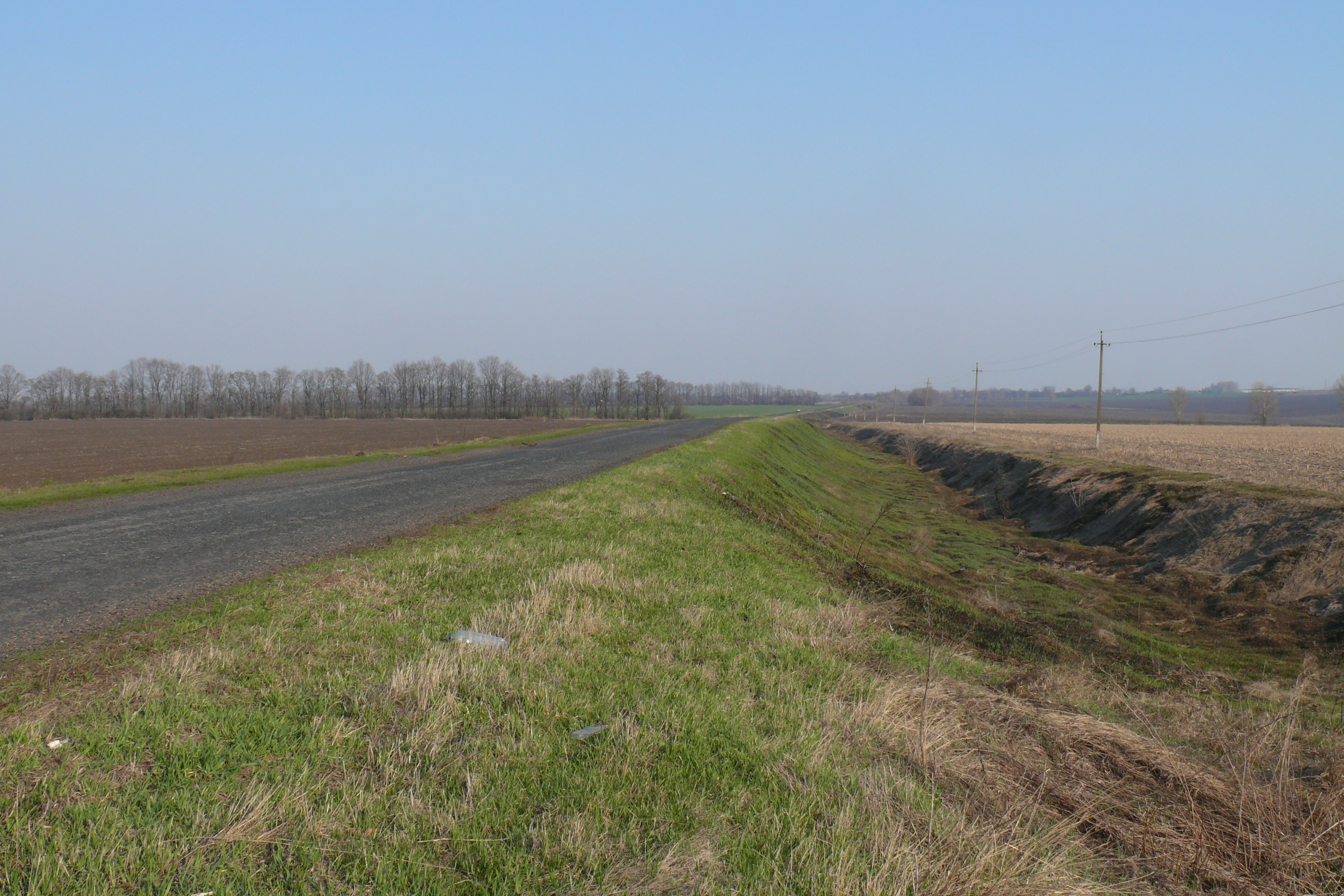
Wał w rejonie miasta Wałki (obwód charkowski)

Linia ukraińska – linia umocnień zbudowana przez Carstwo Rosyjskie w latach 1679–1680 w celu kontroli należącej do Rosji Ukrainy Słobodzkiej oraz ochrony przed najazdami Tatarów i Turków poprzez zaryglowanie prowadzącego w głąb państwa moskiewskiego Szlaku murawskiego i Szlaku izjumskiego. Linię obronną zbudowano wzdłuż rzeki Doniec i Oskoł.
Po antymoskiewskich powstaniach wznieconych w 1668 przez Kozaków Iwana Brzuchowieckiego i w 1670 roku przez Stiepana Razina postanowiono o wzniesieniu linii obronnej składającej się z twierdz, z których Rosjanie mogliby kontrolować Ukrainę Słobodzką oraz chronić się przed najazdami tatarskimi. Jako pierwszą po 1675 roku wzniesiono od strony zachodniej twierdzę Kołomak, a następnie zbudowano połączone wałami i drogą twierdze: Wysokopole, Nowy Perekop, Wałki, Stara Wodołaga, Sokołowo, Zmijiw, Liman, Wyszki, Andrejewka, Bałaklija, Izjum i inne.
Linia straciła swoje obronne znaczenie w latach 30. XVIII wieku, gdy zastąpiła ją położona bardziej na południe Linia ukraińska.